# 中壇
中壇，又寫為中坛，是臺灣高雄市美濃區的一個傳統地域名稱，也是全區主要行政機關所在地，位於該區中部略偏西南。相較於今日行政區，其範圍大致包括中壇里、祿興里、合和里、瀰濃里西南部凸出部分的南半部、廣林里西南部凸出部分的西南側邊界地帶中央大段。
本地區境內主要聚落為中壇、下竹圍、上竹圍、柚仔林，設有高美醫護管理專科學校、美濃國中、中壇國小。

## 歷史
台灣日治初期，中壇地區為一街庄，稱為「中坛庄」（舊制街庄），隸屬於港西上里。該庄昔日西北邊及北邊大部分與瀰濃庄為鄰，北邊東側一小段與竹頭角庄為鄰，東及東南與龍肚庄為鄰，南邊為吉洋庄，西南邊為金瓜藔庄。
1901年（日治明治三十四年）11月11日，全台廢縣廳改設二十廳，該庄隸屬於阿猴廳。1904年（明治三十七年）4月1日，該庄改隸屬於蕃薯藔廳。1909年（明治四十二年）10月25日，全台合併二十廳為十二廳，該庄改隸屬於阿緱廳。1920年（大正九年）10月1日，全台地方制度大改正，廢十二廳改設五州二廳，該庄改制為「中坛」大字，隸屬於高雄州旗山郡美濃庄（新制街庄）。1943年（昭和十八年）10月1日，美濃庄升格為美濃街。
戰後美濃街改制為美濃鎮，隸屬於高雄縣，大字亦改制為里。1950年（民國39年）10月1日，高、屏分治，美濃鎮仍隸屬於高雄縣。2010年（民國99年）12月25日，高雄縣、市合併為直轄高雄市，美濃鎮改制為美濃區。

## 聚落
本地區發展較早的聚落為中坛、下竹圍、上竹圍、柚仔林，在日治初期的官方地圖上已有記載。

## 交通
省道台28線是湖內橋至茂林（實際終點為大津）的幹道，經過本地區的下竹圍聚落北側、中壇聚落、上竹圍聚落北郊。由該道路西行可前往旗山區、旗山區/內門區交界地帶、內門區/田寮區交界地帶、田寮區、阿蓮區、路竹區北部等地；東行可前往六龜區南部，並止於六龜區東南端的省道台27線路口。
市道181號是月眉至高樹的道路，經過本地區柚仔林、中壇等聚落。由於該道北行可前往美濃區美濃市區、杉林區西南部，並止於月眉地區的省道台29線轉彎路口；南行可前往屏東縣高樹鄉，並止於高樹市區南側的省道台27線路口。該道路在本地區的部分路段與省道台28線共線。
區道高93線是中潭（應為中壇）至手巾寮的道路，其北側端點（起點）位於本地區西部略偏北、中壇聚落的區道高95線路口，由此向西南會經過本地區的下竹圍聚落東南側。
區道高95線是中壇至吉洋的道路，其北側端點（起點）位於本地區西部略偏北、中壇聚落的省道台28線路口。
區道高98線是金瓜寮至五隻寮的道路，其東側端點（終點）位於本地區南部的市道181號路口。
區道高99線是美濃至外六寮的道路，經過本地區的中壇聚落。
區道高101線是上竹圍至河邊寮的道路，其北側端點（起點）位於本地區中部的省道台28線路口（上竹圍聚落東北郊）。
區道高140線是旗尾至小山的道路，其東側端點（終點）位於本地區東部邊界地帶的省道台28線路口，由此向西北蜿蜒而行，會經過本地區的柚仔林聚落。該道路在本地區部分路段與市道181號共線。

## 學校
- 高美醫護管理專科學校
- 美濃國中
- 中壇國小

## 公務機關
- 美濃區公所
- 高雄市美濃戶政事務所
- 高雄市政府警察局旗山分局美濃分駐所
- 高雄市政府警察局旗山分局中壇派出所